# Edwin Hawkins

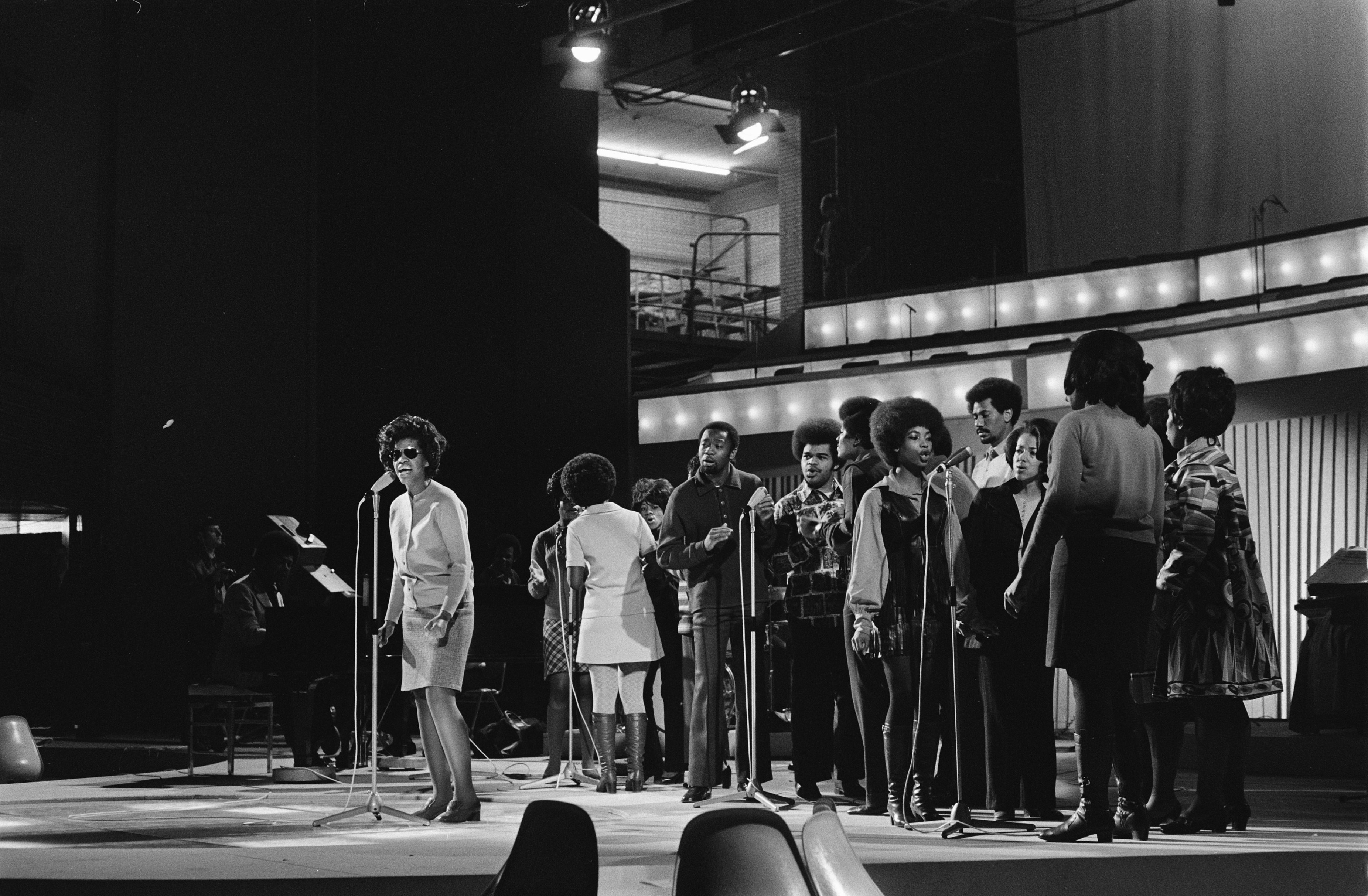
Die Edwin Hawkins Singers in Amsterdam (1970)

Edwin Reuben Hawkins (* 18. August 1943 in Oakland, Kalifornien; † 15. Januar 2018 in Pleasanton, Kalifornien) war ein US-amerikanischer Gospelmusiker. Mit seinem Namen ist vor allem der Welthit Oh Happy Day verbunden, 1969 gesungen von dem nach ihm benannten Gospelchor Edwin Hawkins Singers.

## Werdegang

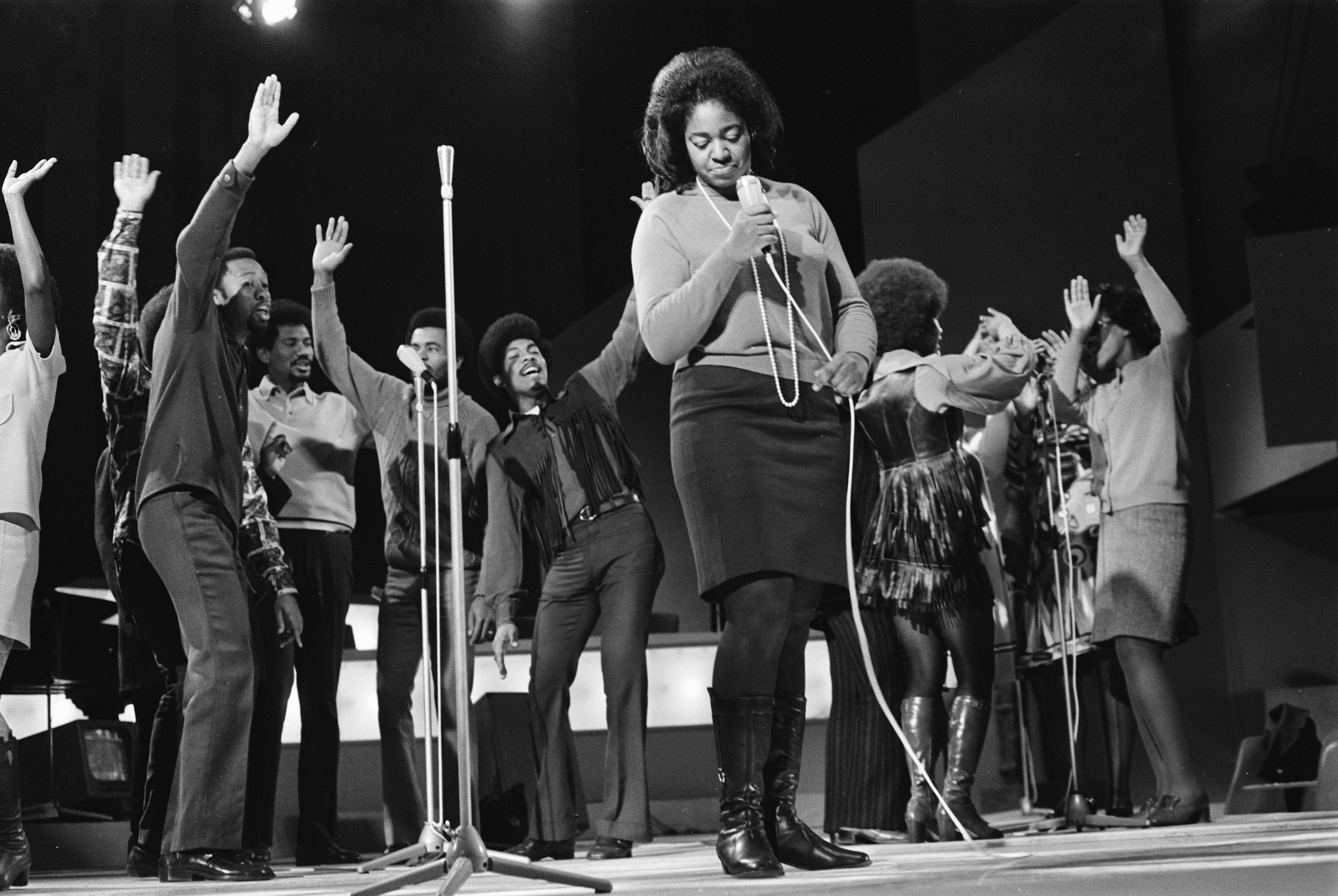
Edwin Hawkins Singers (1970)

Hawkins stammte aus einer Familie mit ausgeprägtem musikalischen Hintergrund. Als Siebenjähriger begleitete er den Gospelchor seiner Familie bei dessen Auftritten während des Programms auf dem Klavier. Im Mai 1967 gründete er mit und Betty Watson den 46 Personen im Alter zwischen 17 und 25 Jahren umfassenden Gospelchor Northern California State Choir. Der Chor brauchte Geld für eine Reise zum Annual Youth Congress of the Churches of God in Christ (jährlicher Jugend-Kirchenkongress) im Juni 1968 in Washington, D.C. Der Chor bat deshalb Century Record Productions, eine Aufnahme von ihren Chorgesängen zu machen. 
Mit ersparten 1800 Dollar finanzierten sie die Aufnahme der Gospel-LP Let Us Go Into the House of the Lord in der Kirche Ephesian Church of Christ in Berkeley mit einer Auflage von 500 Stück. Mit einem veralteten Ampex-Zweispurtonband (modern waren Achtspurgeräte) wurden acht Kirchenlieder lediglich mit Piano, Bass und Schlagzeug im Mai 1968 aufgenommen, Leadsängerin Dorothy Combs Morrison singt mit kehliger Altstimme. 
Darunter befand sich auch der seit langem gemeinfreie Titel Oh Happy Day. Der Gospelchor wurde von Buddah Records vermarktet und in Edwin Hawkins Singers umbenannt. Oh Happy Day wurde vorweg aus der LP als Single ausgekoppelt und im April 1969 als Oh Happy Day / Jesus, Lover of My Soul (Pavillon 20001) veröffentlicht. Sie verkaufte als massiver Crossover-Hit weltweit sieben Millionen Platten und erhielt vier Grammy Awards. In Deutschland und in der Schweiz kam sie auf Rang 1 der Hitparaden.
Etwa ein Jahr nach Oh Happy Day begleitete der Chor Melanie bei den Aufnahmen zu ihrem ersten Erfolgstitel Lay Down (Candles in the Rain). Hawkins bekam Auszeichnungen unter anderem für eine Produktion mit dem bekannten Oakland Symphony Orchestra und für die LP Every Man Wants to be Free.
1979 gewann der christliche Musiker Siegfried Fietz die Edwin Hawkins Singers für eine Aufnahme von Psalm-Nachdichtungen in rockigem Gewand. Die LP trug den Titel Nach dem Dunkel kommt ein neuer Morgen; im Jahr 2000 erschien die Produktion auch als CD im Verlag Abakus Musik.
1982 gründete Hawkins das Edwin Hawkins Music and Arts Seminar. Dieses lief jedes Jahr für eine Woche und diente dazu, den Ideenaustausch unter Gospelmusikern zu fördern und neue Talente zu entdecken. Edwin Hawkins starb im Januar 2018 kalifornischen Pleasanton an einem Krebsleiden.

## Diskografie
Singles

| Jahr | Titel Album                    | Höchstplatzierung, Gesamtwochen, AuszeichnungChartplatzierungen (Jahr, Titel, Album, Platzierungen, Wochen, Auszeichnungen, Anmerkungen) | Höchstplatzierung, Gesamtwochen, AuszeichnungChartplatzierungen (Jahr, Titel, Album, Platzierungen, Wochen, Auszeichnungen, Anmerkungen) | Höchstplatzierung, Gesamtwochen, AuszeichnungChartplatzierungen (Jahr, Titel, Album, Platzierungen, Wochen, Auszeichnungen, Anmerkungen) | Höchstplatzierung, Gesamtwochen, AuszeichnungChartplatzierungen (Jahr, Titel, Album, Platzierungen, Wochen, Auszeichnungen, Anmerkungen) | Höchstplatzierung, Gesamtwochen, AuszeichnungChartplatzierungen (Jahr, Titel, Album, Platzierungen, Wochen, Auszeichnungen, Anmerkungen) | Anmerkungen                     |
| Jahr | Titel Album                    | DE | AT | CH | UK | US | Anmerkungen                     |
| ---- | ------------------------------ | --- | --- | --- | --- | --- | ------------------------------- |
| 1969 | Oh, Happy Day                  | DE1 (18 Wo.)DE | AT2 (16 Wo.)AT | CH1 (15 Wo.)CH | UK2 (13 Wo.)UK | US4 Gold · (10 Wo.)US | Edwin Hawkins Singers           |
| 1970 | Lay Down (Candles In The Rain) | — | — | — | — | US6 (17 Wo.)US | Melanie & Edwin Hawkins Singers |